# Miss Jamaica
A Miss Jamaica általánosan használt elnevezése, megszólítása a jamaicai szépségversenyek győzteseinek. Az országban több ilyen versenyt is rendeznek, amik győztesei nemzetközi versenyeken képviselik hazájukat. A versenyek az alábbiak:
- Miss Jamaica Universe: 2004 óta rendezik meg, a Miss Universe versenyre küld jamaicai jelöltet. A legjobb eredmény egy 2. helyezés volt 2010-ben.
- Miss Jamaica World: ezen a néven 1976 óta küld versenyzőt a Miss World versenyre, amin már kétszer győzelmet is elértek, 1976-ban és 1993-ban. Korábban 1963-ban is elértek egy győzelmet.

## Miss Jamaica Universe

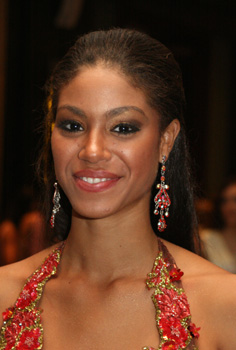
Yendi Phillips, Miss World 2007 középdöntős és Miss Universe 2010 2. helyezett

A győztes neve és helyezése a Miss Universe versenyen
| Év   | Név                  | Helyezés           |
| ---- | -------------------- | ------------------ |
| 2004 | Christine Straw      | Top 10 középdöntős |
| 2005 | Raquel Wright        | -                  |
| 2006 | Cindy Wright         | -                  |
| 2007 | Zahra Redwood        | -                  |
| 2008 | April Jackson        | -                  |
| 2009 | Carolyn Yapp         | -                  |
| 2010 | Yendi Amira Phillips | 2. helyezett       |
| 2011 | Shakira Martin       |                    |

## Miss Jamaica World
A Miss World versenyen 1959 óta vesz részt Jamaica. 1976-ig egy győzelmet sikerült elérniük 1963-ban. 1976-ban szervezték meg először a versenyt Miss Jamaica World néven, és rögtön az első győztes, Cindy Breakspeare megnyerte a Miss World versenyt, majd utána 1993-ban Lisa Hanna is eredményes volt, így Jamaicának 3 Miss World címe van, amivel igen előkelő helyet foglal el a világverseny ranglistáján.

### Résztvevők a Miss World versenyen 1976-ig
A résztvevő neve és helyezése a Miss World versenyen
| Év   | Név                        | Helyezés     |
| ---- | -------------------------- | ------------ |
| 1959 | Sheila Mechtilde Chong     | középdöntős  |
| 1962 | Chriss Leon                | középdöntős  |
| 1963 | Carol Joan Crawford        | győztes      |
| 1964 | Erica Joanne Cooke         | 7. helyezett |
| 1965 | Carol Joan McFarlane       |              |
| 1966 | Yvonne Walter              |              |
| 1967 | Laurel Williams            |              |
| 1968 | Karlene Waddell            |              |
| 1969 | Marilyn Elizabeth Taylor   | középdöntős  |
| 1970 | Elizabeth Ann Lindo        |              |
| 1971 | Ava Joy Gill               | 5. helyezett |
| 1972 | Gail Geraldeen Phillips    |              |
| 1973 | Patricia Teresa Yuen Leung | 3. helyezett |
| 1974 | Andrea Lyon                | középdöntős  |

### Miss Jamaica World-győztesek
A győztes neve és helyezése a Miss World versenyen
| Év   | Név                               | Helyezés     |
| ---- | --------------------------------- | ------------ |
| 1976 | Cynthia Jane Breakspeare          | győztes      |
| 1978 | Joan Mcdonald                     |              |
| 1979 | Debbie Rachel Campbell            | 3. helyezett |
| 1980 | Michelle Ann Harris               | középdöntős  |
| 1981 | Sandra Angela Cunningham          | 3. helyezett |
| 1982 | Cornelia Ramona Roxanne Parchment |              |
| 1983 | Catherine Elizabeth Levy          | 5. helyezett |
| 1984 | Jacqueline Q. Crichton            |              |
| 1985 | Allison Jean Barnett              | 5. helyezett |
| 1986 | Lisa Michelle Mahfood             |              |
| 1987 | Janice Nadine Wittingham          |              |
| 1988 | Andrea Nichola Haynes             |              |
| 1989 | Natasha Lee Marcanik              |              |
| 1990 | Erica Aquart                      | középdöntős  |
| 1991 | Sandra Foster                     | 4. helyezett |
| 1992 | Julie-Ann Bradford                |              |
| 1993 | Lisa Hanna                        | győztes      |
| 1994 | Johanna Simone Ulett              |              |
| 1995 | Imani Duncan                      |              |
| 1996 | Selena Delgado                    |              |
| 1997 | Michelle Moodie                   |              |
| 1998 | Christine Renée Straw             | középdöntős  |
| 1999 | Desiree Depass                    |              |
| 2000 | Ayesha Louanne Nathalene Richards |              |
| 2001 | Regina Beavers                    |              |
| 2002 | Danielle O'Hayon                  |              |
| 2003 | Jade Marisa Fulford               | középdöntős  |
| 2004 | Tonoya Anne Toyloy                |              |
| 2005 | Terri-Karelle Griffith            | középdöntős  |
| 2006 | Sara Grace Lawrence               | TOP6         |
| 2007 | Yendi Amira Phillips              | középdöntős  |
| 2008 | Brittany Lyons                    |              |
| 2009 | Kerrie Simone Baylis              |              |
| 2010 | Chantal Alicia Raymond            |              |
| 2011 | Danielle Crosskill                |              |
| 2012 |                                   |              |
| 2013 | Gina Hargitay                     | Top 10       |

### Versenyek
- 2011

A 2011-es döntőt szeptember 10-én tartották meg. A versenyzők: Chavoy Gordon, Hollanders Myers, Paula Key-Beswick, Liane Chung, Joella Bromfield, Gabrielle Beckwood, Maya Wilkinson, Arielle Foote, Dahlia Dwyer, Danielle Crosskill, Reeshma Ragbeer, Rene Harris, Kayla Mendes, Roxanne Elliott, Zahra McGraham, Britanny Singh, Michelle Daley, Chantel Davis, Lisa Williams, Monique Brady.
A versenyzők közül a különdíjak elnyerői automatikusan továbbjutnak a legjobb 10 közé. A különdíjak nyertesei:
- SoftSheen Carson model: Maya Wilkinson
- Venus Embrace Beach Beauty: Liane Chung

A verseny végeredménye:
Győztes: Danielle Crosskill
2. helyezett: Kayla Mendes
3. helyezett: Chantel Davies

## Fordítás
Ez a szócikk részben vagy egészben  a   Miss Jamaica Universe című angol Wikipédia-szócikk ezen változatának fordításán alapul.  Az eredeti cikk szerkesztőit annak laptörténete sorolja fel. Ez a jelzés csupán a megfogalmazás eredetét és a szerzői jogokat jelzi, nem szolgál a cikkben szereplő információk forrásmegjelöléseként.
Ez a szócikk részben vagy egészben  a   Miss Jamaica World című angol Wikipédia-szócikk ezen változatának fordításán alapul.  Az eredeti cikk szerkesztőit annak laptörténete sorolja fel. Ez a jelzés csupán a megfogalmazás eredetét és a szerzői jogokat jelzi, nem szolgál a cikkben szereplő információk forrásmegjelöléseként.